# Lapis lazuli

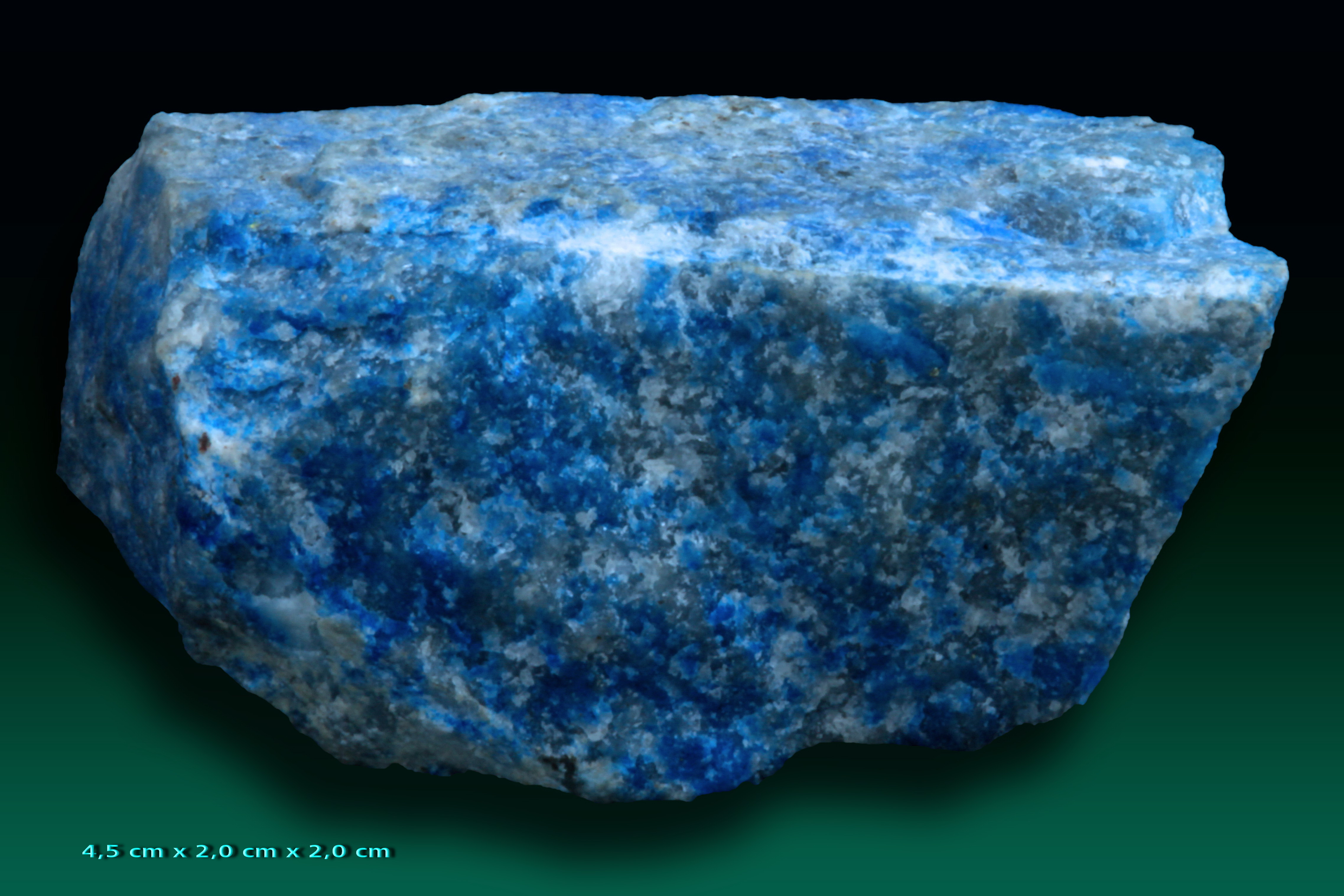
Lazuryt (Lapis lazuli) - Lyadzhuar-Dara, Pamir, Tadżykistan

Lapis lazuli – skała metamorficzna powstała w wyniku przeobrażeń utworów węglanowych (wapieni i dolomitów) pod wpływem intruzji granitów, syenitów lub pegmatytów. Jej głównym składnikiem jest lazuryt, minerał z gromady krzemianów, zaliczany do grupy skaleniowców. Nazwa pochodzi od łac. lapis (kamień) oraz arab. azul i pers. lazhward = niebieski (niebo), nawiązuje do barwy skały.

## Skład i występowanie

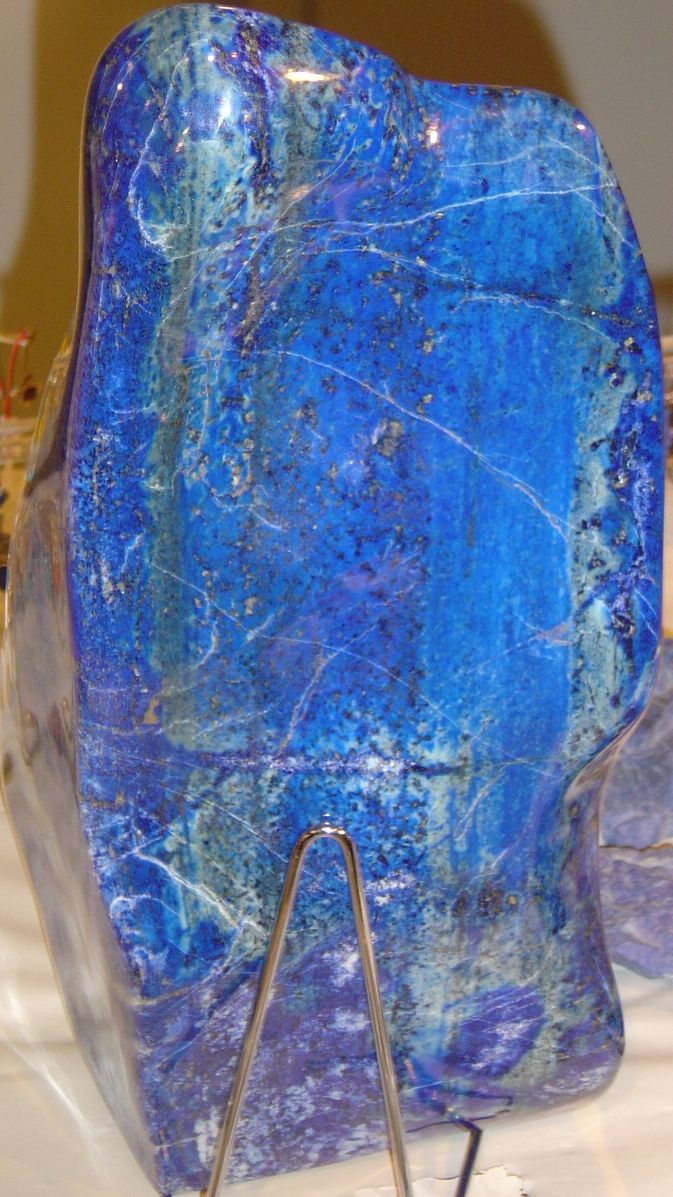
Próbka lapis lazuli

Obok lazurytu (25–40%) w skale występują następujące minerały: augit, kalcyt, diopsyd, piryt, hornblenda i mika. Lapis lazuli występuje głównie w marmurach i skarnach. Niekiedy bywa spotykany w formie otoczaków w osadach aluwialnych, przeważnie w żwirach i piaskach.

### Miejsca występowania[2]
- Afganistan (w Hindukuszu – Badachszan, eksploatowane ponad 6 tys. lat; najlepsze kamienie i źródło rodzimej ultramaryny), wydobywa się bloki ponad 100 kg
- Rosja (nad Bajkałem, odkryte w 1851 r. – jasnoniebieski z domieszką pirytu), wydobywa się bloki ponad 60 kg
- Chile (na północ od Santiago)
- USA (Kalifornia – niebieskoszary z białymi plamkami, Kolorado – ciemnoniebieski)
- Birma, Angola, Rwanda, RPA, Włochy

Lazuryt bywa mylony z lazulitem.

## Właściwości
- Odznacza się drobnoziarnistą i zbitą teksturą oraz bezkierunkową lub kierunkową strukturą.
- Substancją barwiącą jest siarka.
- W kamieniach najlepszej jakości barwa jest rozmieszczona równomiernie.
- Wartość zmniejsza domieszka kalcytu (białawy lub szary) i dużej ilości pirytu – wywołuje niepożądany zielonkawy odcień.
- Drobno rozdzielony piryt jest pożądany.
- Polepszenie barwy jest możliwe po podgrzaniu lub przez barwienie.

## Zastosowanie

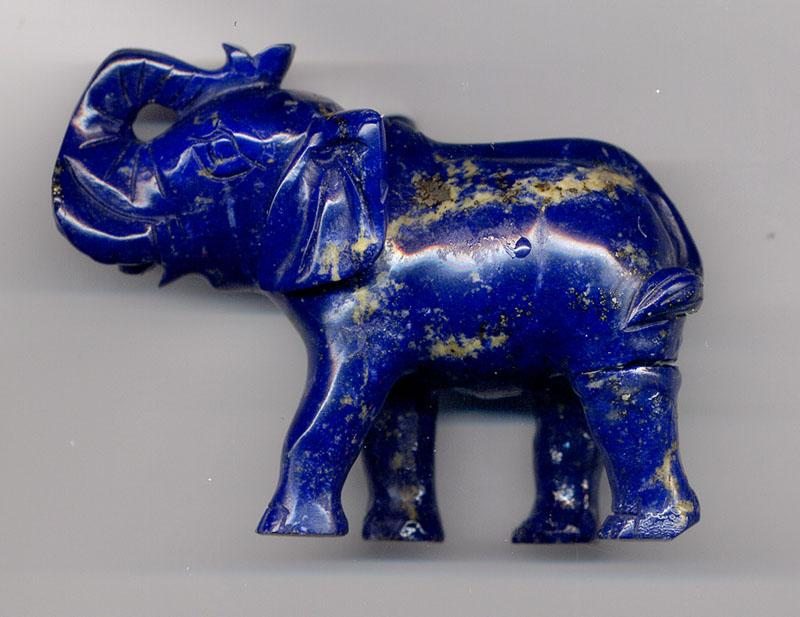
Ozdoba z lapis lazuli. Widoczne inkluzje pirytowe

Bardzo atrakcyjny, wysoko ceniony kamień:
- kolekcjonerski
- ozdobno-dekoracyjny
- okładzinowy
- inkrustacyjny
- jubilerski (kamień półszlachetny) – obecnie stosowany do: pierścionków, naszyjników, drobnych rzeźb, przedmiotów artystycznych. Kamień wrażliwy na nacisk, temperaturę, kwasy, mydło. Pierścionki z tym kamieniem trzeba zdejmować do prac domowych
- Stosowany po zmieleniu jako pigment przy produkcji farb − o nazwie ultramaryna w malarstwie olejnym i freskach. Dostawy skał z azjatyckich kopalni przypływały statkami do Europy, stąd nazwa ultramarinus[3]. Jego użycie jako pigmentu w malarstwie ustało na początku XIX wieku, gdy wynaleziono barwnik syntetyczny.

Był stosowany jako materiał ozdobny już w okresie prehistorycznym. Ceniony w starożytnym Sumerze, później w Akadzie, Babilonii i Asyrii. Wykorzystywany do ozdoby przedmiotów kultu, biżuterii, instrumentów muzycznych – m.in. harfy wydobyte z grobowców w Ur, tzw. "Sztandar z Ur". Używany w Egipcie za czasów faraonów (grobowiec Tutanchamona). Późniejsze egipskie grobowce datowane na 3000 lat p.n.e. zawierały tysiące okazów biżuterii z tego materiału. Sproszkowany lapis był lubiany przez Egipcjanki jako kosmetyczny cień do powiek. Pliniusz Starszy opisał kamień jako „fragment gwiaździstego firmamentu”.

## Nazewnictwo
Większość autorów prac o minerałach, skałach, kamieniach jubilerskich i ozdobnych używa nazw lazuryt i lapis-lazuli zamiennie, pomimo faktu, że lazuryt jest minerałem, zaś lapis-lazuli skałą zawierającą lazuryt jako jeden ze składników. Takie rozumienie terminu pojawia się m.in. w następujących pracach:
- K. Maślankiewicz – Kamienie szlachetne – Wyd. Geologiczne – 1982
- N. Sobczak – Mała encyklopedia kamieni szlachetnych i ozdobnych – Wyd. Alfa – 1986
- W. Schuman – Kamienie szlachetne i ozdobne – Wyd. Alma-Press – 2004
- W. Schumann – Minerały świata – O. Wyd. Alma-Press 2003
- R. Hochleitner – Minerały i kryształy – Muza S.A. – 1994
- J. Bauer – Przewodnik Skały i minerały – Wyd. Multico 1997
- Podręczny Leksykon Przyrodniczy – Minerały i kamienie szlachetne – Horyzont 2002

Minerał i skałę potraktowano oddzielnie w następujących publikacjach:
- C. Hall – Klejnoty, Kamienie szlachetne i ozdobne – Wyd. Wiedza i Życie – 1996.
- J. Żaba – Ilustrowany słownik skał i minerałów – Videograf II Sp. z o. o – 2003.